# Ukunda
Ukunda is een grote Keniaanse badplaats gelegen aan de Indische Oceaan 30 km ten zuiden van Mombassa. Ukunda behoort tot het district Kwale County. Volgens de oude provincieopdeling behoorde Ukunda tot Pwani. De 25 km lange witte stranden lopen over in de toeristische kustplaats Diani Beach. Ukunda heeft een vliegveld dat de regio ontsluit. 